# St. Quirinus (Beckum)

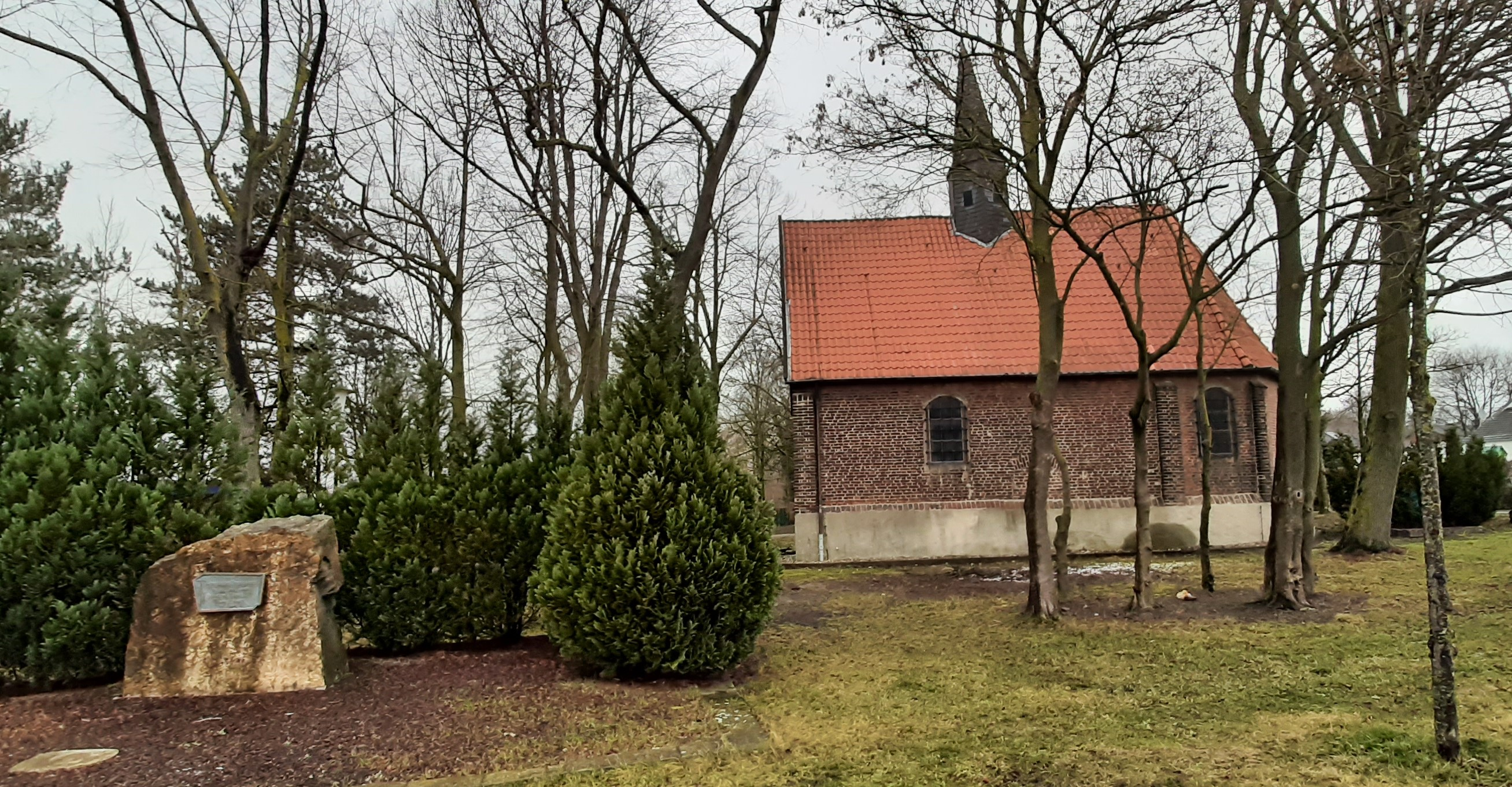
St. Quirinus (Beckum)

Die römisch-katholische, denkmalgeschützte Kapelle St. Quirinus steht in Beckum, einer Kleinstadt im Kreis Warendorf in Nordrhein-Westfalen. Die Kirche gehört zu Dekanat Beckum des Bistums Münster.

## Beschreibung
Vom Vorgängerbau, der 1523 geweihten Kapelle des vor den Toren der Stadt 1487 gebauten Leprosenhauses haben sich nur die Grundmauern aus Bruchsteinen erhalten. Darauf wurden im 3. Viertel des 17. Jahrhunderts aus Backsteinen das Langhaus und der dreiseitig geschlossene Chor im Osten, dessen Wände von Strebepfeilern gestützt werden, gebaut. Aus dem Satteldach des Langhauses erhebt sich ein sechseckiger Dachreiter, in dessen Glockenstuhl eine 1694 gegossene Kirchenglocke hängt, und der mit einem spitzen Helm bedeckt ist. Der Innenraum des Langhauses ist mit einer Kassettendecke überspannt. Zur Kirchenausstattung gehört ein Altarretabel, das um 1660 von Christoph Bernhard von Galen gestiftet wurde.